# Guam Shipyard FC
Der Guam Shipyard Football Club ist ein Fußballverein in Hagåtña, Guam im westpazifischen Ozean. Seine Spiele trägt der Verein im Guam National Football Stadium aus.
Der Verein spielt seit 1990 in der Guam League, der höchsten Spielklasse des Landes. Guam Shipyard FC spielt mit verschiedenen Namen in der Liga und ist mit neun Meistertitel der erfolgreichste Fußballverein seines Landes.

## Vereinsnamen
- Continental Micronesia G-Force, Coors Light Silver Bullets, Staywell Zoom

## Titel

### Guam League
Als Continental Micronesia G-Force: 1995 und 1996
Als Coors Light Silver Bullets 1999, 2000 und 2001 (Gewinner der Herbstmeisterschaft als Staywell Zoom)
Als Guam Shipyard: 2002, 2003, 2005 und 2006

### Guam FA Cup
Als Guam Shipyard: 2010, 2012, 2015 und 2017

## Erfolgreiche Spieler
- Zachary Pangelinan (* 1988), Nationalspieler Guam
- Jason Langstrom (* 1987), Nationalspieler Mikronesien